# Terror – Ihr Urteil
Terror – Ihr Urteil ist ein deutscher Fernsehfilm des Regisseurs Lars Kraume nach dem gleichnamigen Theaterstück von Ferdinand von Schirach, der am 17. Oktober 2016 erstmals im Abendprogramm der ARD und zeitgleich im ORF und dem SRF ausgestrahlt wurde. Schirach war neben Oliver Berben und Lars Kraume auch am Drehbuch des Films beteiligt. Die Dreharbeiten fanden vom 1. April 2016 bis zum 26. April 2016 in einem Studio statt. Die Premiere war am 12. Oktober 2016 im Münchner Arri-Kino.

## Handlung
Vor einem fiktiven Berliner Schwurgericht steht der Abschuss eines Passagierflugzeugs durch den Luftwaffen-Major Lars Koch kurz vor München zur Verhandlung. Ein Terrorist entführte ein Passagierflugzeug mit 164 Menschen an Bord auf dem Flug von Berlin nach München. Als das Flugzeug Kurs auf das am Ende nur noch 15 km entfernte und mit 70.000 Menschen gefüllte Fußballstadion Allianz-Arena nahm, entschied sich Major Lars Koch, der Rottenführer der Alarmrotte, das Flugzeug eigenmächtig mit einer IRIS-T-Luft-Luft-Rakete abzuschießen, um damit die Leben der Menschen im Stadion zu retten. Die Passagiere kommen beim Absturz über einem Kartoffelfeld alle ums Leben. Dies wird im Film nicht dargestellt, sondern erscheint als Bericht während der Gerichtsverhandlung.
Als Zeuge ist der Vorgesetzte von Lars Koch geladen und berichtet vom Funkverkehr mit dem Offizier und damit auch davon, dass ausdrücklich kein Schießbefehl gegeben wurde. Er informiert auch über sonstige Entscheidungen im Hintergrund, z. B., dass es keinen Versuch gab, das Stadion in München frühzeitig räumen zu lassen. Als Nebenklägerin erscheint die Ehefrau einer der getöteten Passagiere und wirft dem Angeklagten Mord vor. Sie hatte von ihrem Mann eine SMS-Nachricht erhalten, laut der Passagiere zu dem Zeitpunkt versuchten, in das Cockpit zu gelangen. Wie in einer Gerichtsverhandlung plädieren zum Schluss die Staatsanwältin und der Verteidiger des Angeklagten.
Die Zuschauer am heimischen Bildschirm werden am Anfang der Sendung und gegen Ende aufgefordert, quasi als Schöffen am Abend der Erstausstrahlung des Films über die vorgegebene Alternative Freispruch oder Verurteilung und damit über den Ausgang des Films abzustimmen. Die Urteilsbegründung, die dann gesendet wird, bezieht insofern das Zuschauervotum ein, auch wenn damit der wirkliche Gang eines Gerichtsverfahrens nicht wiedergegeben wird. Erst dann folgt der Abspann des Films.

## Abstimmung
Mit einer Mehrheit von 86,9 Prozent entschied sich eine unbekannte Zahl der Zuschauer in Deutschland im Rahmen der Abstimmung im Anschluss des Films für einen Freispruch des für den Abschuss verantwortlichen Piloten; 13,1 Prozent stimmten für einen Schuldspruch. Allerdings gab es hierbei technische Probleme: Die Internetseite war schwer erreichbar und die beiden Telefonnummern meist besetzt. In Österreich stimmten Zuschauer ebenfalls mit 86,9 Prozent für einen Freispruch. In der Schweiz wurde der Pilot von 84 Prozent der Abstimmenden freigesprochen.
Zur Abstimmungsmöglichkeit der Zuschauer hatte der Autor Schirach vorab geäußert: „Es ist eine Versuchsanordnung. Ich würde niemals auf die Idee kommen, über einen tatsächlichen Fall abstimmen zu wollen. Das wäre totaler Quatsch und irre gefährlich.“ In einem Interview mit der WOZ Die Wochenzeitung erklärte Schirach: „Natürlich dürfen wir es niemals zulassen, dass wir Volksentscheide über Gerichtsverfahren bekommen – das wäre völliger Wahnsinn. Die Zuschauer stimmen bei dem Film nicht darüber ab, ob jemand tatsächlich ins Gefängnis geht. Sie stimmen auch nicht über die Verfassung, über die Würde des Menschen oder über das Luftsicherheitsgesetz ab. Die Idee des Films ist, dass wir uns darüber unterhalten, was es bedeutet, in dieser Zeit zu leben, und wo die Gefahren liegen.“
Die Sender haben auf einer Webseite Hintergrundmaterial bereitgestellt. Dazu gehören auch Videos beider vorbereiteten Urteilsbegründungen. Gesendet wurde zunächst nur die Freispruch-Variante.
In internationalen Ausstrahlungen wurde zum Teil auch ausschließlich die Verurteilungs-Variante ohne jegliche weitere Erläuterungen gezeigt. So zum Beispiel auf dem zu AMC Networks gehörenden lateinamerikanischen Sender EuropaEuropa.

## Diskussion nach dem Film
Die anschließende Talkshow Hart aber fair des Ersten zu dem Film moderierte Frank Plasberg. Dessen Gäste waren der ehemalige Bundesverteidigungsminister Franz Josef Jung, der Rechtsanwalt und ehemalige Bundesinnenminister Gerhart Baum, die Theologin Petra Bahr sowie Thomas Wassmann, ein ehemaliger Kampfjet-Pilot der Bundeswehr.
Auch in Österreich, wo die Zuseher ebenfalls urteilen konnten, fand im Anschluss der Urteilsfällung eine Diskussionsrunde, geleitet von Peter Resetarits, statt. Die Gäste waren Justizminister Wolfgang Brandstetter, die Rechtsphilosophin Elisabeth Holzleithner sowie der Verfassungsexperte Heinz Mayer. Die militärtaktische Expertise trug der Brigadier Karl Gruber bei, ein ehemaliger Kampfpilot beim Bundesheer.

## Juristischer Hintergrund
Gegen die Abschussermächtigung im deutschen Luftsicherheitsgesetz (2005) reichten ein Flugkapitän sowie mehrere Rechtsanwälte – darunter die beiden FDP-Politiker Gerhart Baum und Burkhard Hirsch – eine Verfassungsbeschwerde ein. Das Bundesverfassungsgericht erklärte die Bestimmung dieses Gesetzes für verfassungswidrig, soweit es den Abschuss einer Passagiermaschine erlaubt. Für verfassungskonform wurde die Erlaubnis eines Abschusses eines nur mit Terroristen besetzten Flugzeuges erklärt.
Das Bundesverfassungsgericht hat dem Gesetzgeber mit dem Urteil verboten, einen solchen Abschuss zu erlauben und straffrei zu stellen. Nicht entschieden wurde, wie ein Pilot in einem solchen Fall strafrechtlich zu behandeln wäre.
Ob man Unschuldige töten darf, um andere Unschuldige zu retten, ist Gegenstand unter anderem des Weichenstellerfalls bzw. Trolley-Problems. Ein Pilot würde in dem Fall, dass ein Passagierflugzeug von Terroristen als Bombe benutzt wird, vor dem Dilemma stehen, dass er sich potentiell im Falle des Abschusses der Passagiermaschine durch Handeln strafbar macht und im Falle des Nichtabschusses strafbar durch Unterlassen. Es besteht eine Pflichtenkollision. Eine Minderheit der Strafrechtsexperten sieht in der Pflichtenkollision einen Rechtfertigungsgrund. Die Mehrheit der Strafrechtsexperten sieht in der Pflichtenkollision einen Entschuldigungsgrund (übergesetzlicher entschuldigender Notstand), die Tat wäre demnach zwar rechtswidrig, aber nicht schuldhaft. Der Pilot Koch aus dem Fernsehstück würde also bei Vorliegen des übergesetzlichen entschuldigenden Notstandes (der infolge ebendieser Debatte um die Terrorismusbekämpfung im Falle eines entführten und zur Waffe pervertierten Passagierflugzeugs von Bundesverteidigungsminister Franz Josef Jung 2007 eingebracht wurde) auch vor einem echten Gericht freigesprochen.

## Wissenswertes
Das im Film erwähnte Nationale Lage- und Führungszentrum für Sicherheit im Luftraum im niederrheinischen Uedem in Nordrhein-Westfalen ist eine reale militärische Einrichtung mit dem im Film dargestellten Tätigkeitszweck.

## Rezeption

### Filmkritiken
„In meinen Augen ist das Effekthascherei mit einem Vorgang, bei dem es um die Menschenwürde und die Wahrung der Grundrechte, die Substanz der Bundesrepublik, geht.“

„Der glänzend besetzte Fernsehfilm Terror von Lars Kraume nutzt die speziellen Möglichkeiten des Films, ohne die Intentionen des Bühnenstücks zu verraten: Die Nah-Aufnahmen der Gesichter, der Schnitt, die verschiedenen Perspektiven und die meist langsamen Kamerafahrten sorgen für eine konzentrierte, aber viel dynamischere Wahrnehmung, als es im Theater möglich wäre. Zugleich bleibt der Kern in diesem dichten, vielschichtigen Kammerspiel erhalten. Von Schirach hat ein von der ersten Sekunde an ungemein fesselndes Gerichtsdrama geschrieben, das das Publikum mit einer existenziellen Frage konfrontiert: Darf man Leben gegen Leben aufwiegen?“

„Ich meine nämlich, dass Autor, Verlag und Medien ein übles Spiel zu Lasten der Bürger spielen. […] Wer Unrecht und Schuld in eins setzt, fällt um Jahrhunderte (!) hinter unsere Rechtskultur zurück und benutzt seine Zuschauer als Gaudi-Gäste für eine Rechtsshow der billigen Sorte. […] Die lieben Zuschauer werden nach Strich und Faden verarscht, und zwar sowohl vom rechtsgelehrten Autor als auch vom quotengeilen Sender. Ihnen werden Belehrungen über die Rechtslage zuteil, die hinten und vorne falsch sind und die entscheidende Fragestellung gar nicht enthalten. Auf dieser Bananen-Ebene dürfen sie dann 'abstimmen' und 'über das Schicksal eines Menschen entscheiden'. Eine Kunst, die aus Lüge, Denkfaulheit und Inkompetenz besteht, ist nicht mehr als die Imitation ihrer selbst.“

„Diese im Ansatz sicherlich berechtigte Kritik von Volljuristen verkennt aber, dass es sich bei dem Film um Kunst handelt. So wie die Satire massiv überzeichnen darf, darf der Schriftsteller oder Drehbuchautor mit Mitteln der Vereinfachung dramatisieren, um beim Zuschauer Emotionen hervorzurufen und ein intensiveres Nachdenken über Grundfragen des Seins anzustoßen... Es geht darum, eine Diskussion zu elementaren Fragen anzutreten; das ist Schirach durch die kritisierte Vereinfachung gelungen und war sicherlich auch sein Ziel. Insofern ist auch die heftige Kritik, die jetzt kommt, Teil des Gesamtkonzepts.“

„Der Pilot muss in dieser Situation seinem Gewissen folgen. Die Rechtslage ist klar. Der Pilot hat keinen Befehl und damit keine Erlaubnis, die Passagiermaschine abzuschiessen. Es ist klar, dass wenn er das tut, er rechtswidrig handelt. … Man müsste darüber diskutieren, ob hier Schuld gegeben ist. Im Strafrecht hätten wir eine offenere Diskussion, als es das Theaterstück und der Film aus dramaturgischen Gründen im Hinblick auf die Zuspitzung uns nahelegen. Aber, der verfassungsrechtliche Grenzfall, er wird durch das Stück gleichwohl sehr deutlich gemacht.“

„Mit einer bildreichen Sprache sorgt Schirach dafür, dass die Diskussionen über Gesetze und Gewissen zu keinem Zeitpunkt langweilig oder trocken sind – im Gegenteil. Die Dialoge sind so präzise, die Gedankengänge so klar, die Argumente so nachvollziehbar, dass ‚Terror‘ zu einem regelrechten Wort-Thriller wird. Hier gibt es keine eindeutig richtige oder falsche Seite und da ist es dann nur konsequent, wenn das Urteil dem Publikum überlassen wird. Lars Kraume macht aus Ferdinand von Schirachs vieldiskutiertem Theaterstück einen herausragenden Film: Die Intensität der Worte wird durch die erstklassigen Darsteller und die exzellente Inszenierung noch verstärkt.“

### Einschaltquoten
Die Erstausstrahlung von Terror – Ihr Urteil am 17. Oktober 2016 wurde in Deutschland von 6,88 Millionen Zuschauern gesehen und erreichte einen Marktanteil von 20,2 % für Das Erste. Zudem blieben 6,31 Millionen Fernsehzuschauer (Marktanteil 22,5 %) dran und verfolgten anschließend die Diskussion bei Hart aber fair.
Im ORF sahen den Film im Schnitt 849.000 (Marktanteil 28 %), die anschließende Diskussion bei Am Schauplatz 778.000 (Marktanteil 34 %).
Im SRF verfolgten 284.000 Zuschauer die Erstausstrahlung, was einem Marktanteil von 18,6 % entspricht.

### Auszeichnungen
- Romyverleihung 2017: TV-Ereignis des Jahres[26]
- Rose d’Or 2017: Kategorie TV Movies[27]